# Autoped
L' Autoped va ser un dels primers escúters o patinets motoritzats (semblants al patinet elèctric), fabricats per l'Autoped Company de Long Island, Nova York de 1915 a 1922.

## Descripció
El conductor anava dret sobre una plataforma amb pneumàtics de 10 polzades i controlava la màquina només amb el manillar i la columna de direcció, empenyent-los cap endavant per enganxar l'embragatge, utilitzant una palanca al manillar per controlar l'accelerador i estirant el manillar i la columna cap enrere. desenganxar l'embragatge i aplicar el fre. Un cop aturat, la columna de direcció es plegava sobre la plataforma per emmagatzemar l'escúter amb més facilitat. El motor, de quatre temps i 155 cc, refrigerat per aire, anava muntat sobre la roda anterior. La motocicleta duia far i llum posterior, botzina i caixa d'eines. Desenvolupat durant la Primera Guerra Mundial i el racionament de la gasolina, era bastant eficient però no es va arribar a distribuir àmpliament.
El juliol de 1913 es va sol·licitar una patent per a l'Autoped com a "vehicle autopropulsat" i se li va concedir el juliol de 1916. Una descripció primerenca de l'Autoped deia que tenia una columna de direcció buida que actuava com a dipòsit de combustible. Tanmateix, la versió de producció tenia un dipòsit de combustible per sobre del parafangs anterior.
L'Autoped es va deixar de produir als Estats Units el 1921, però va ser fabricat per Krupp a Alemanya des de 1919 fins a 1922.

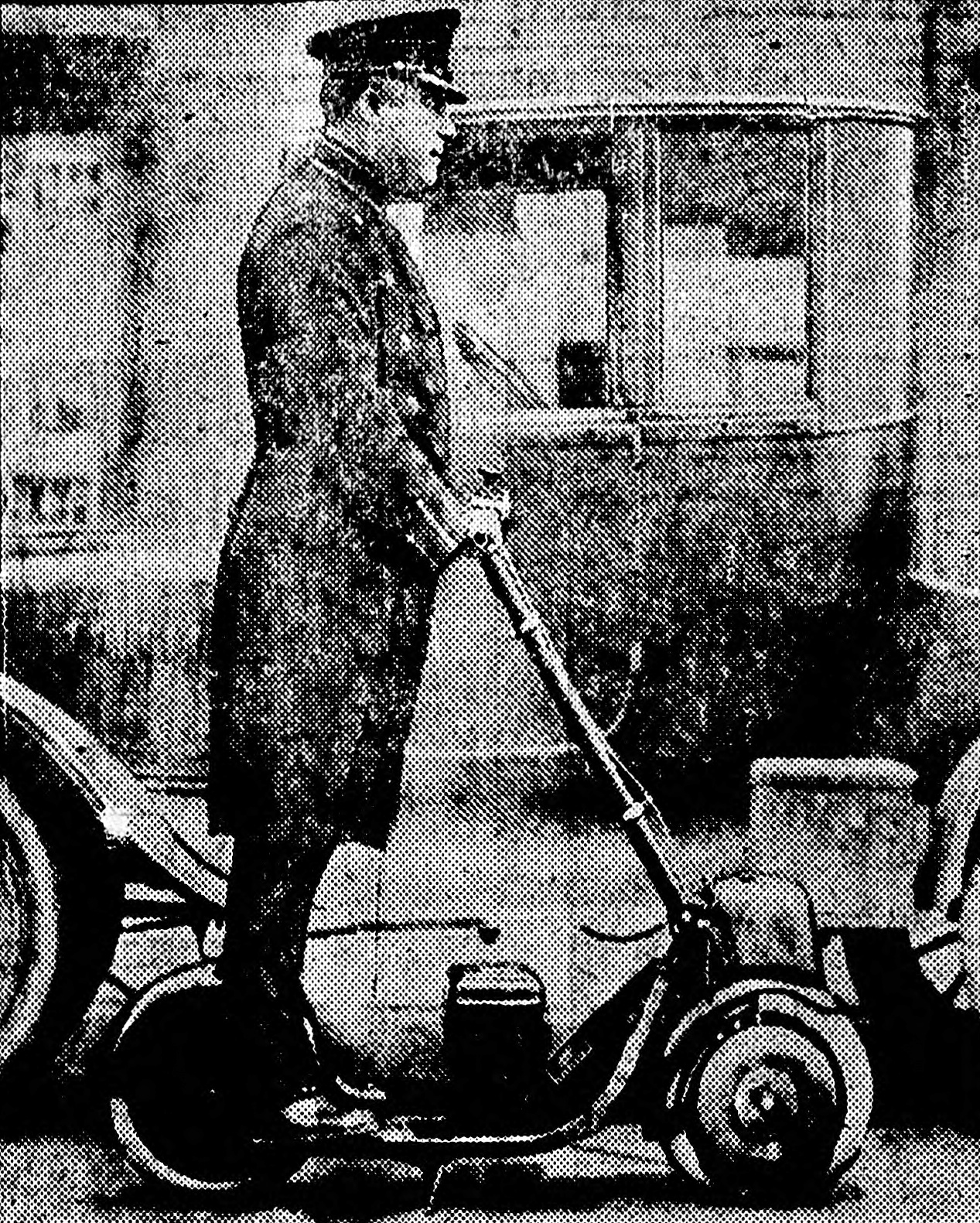
Foto històrica d'un Autoped en ús per un policia de trànsit a Newark, Nova Jersey, 1922

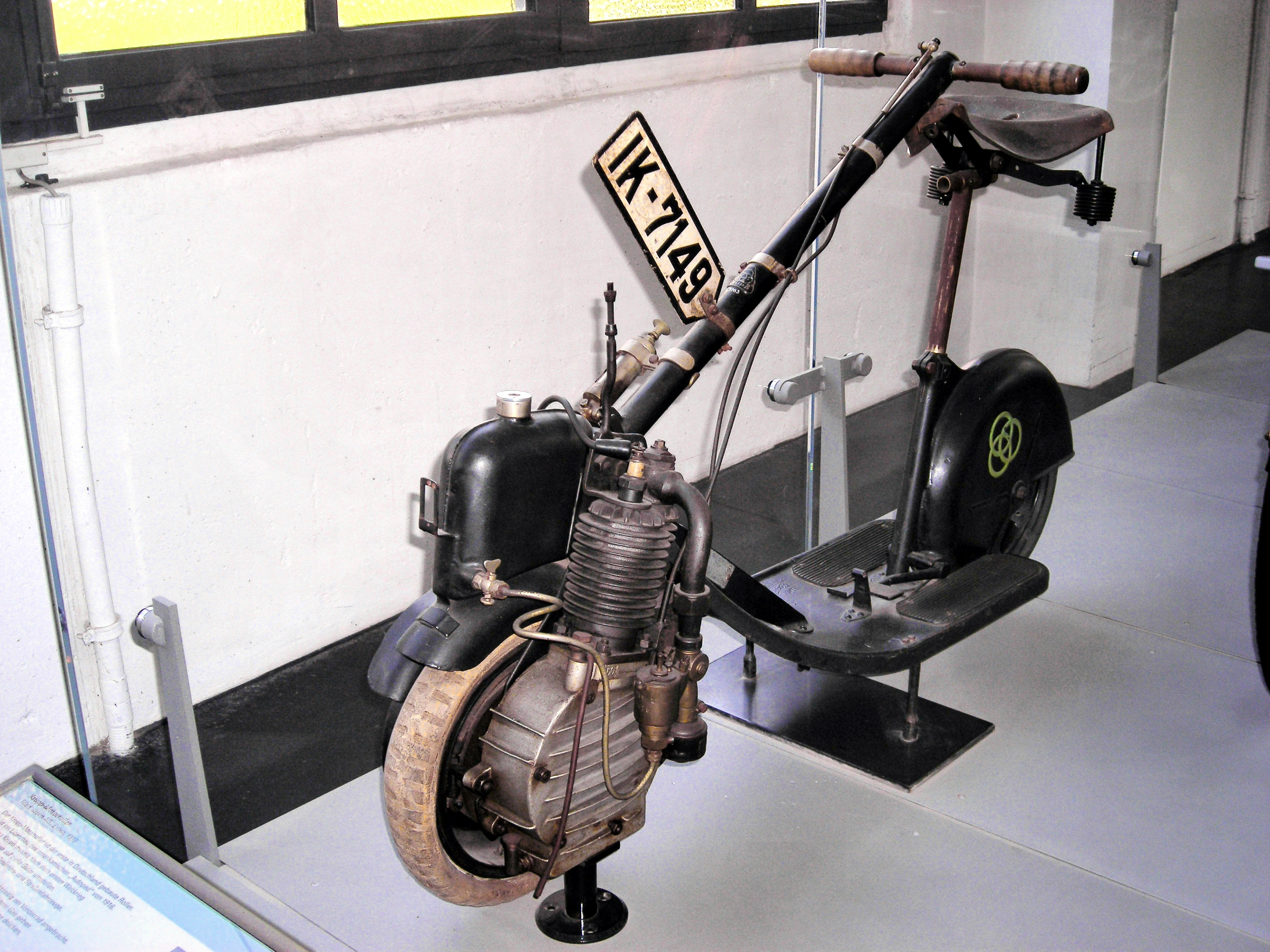
Autoped amb seient construït amb llicència Krupp